# Dzeržinskaja
Dzeržinskaja (rusky Дзержинская) je jedna ze dvou linek novosibirského metra. 
Linka probíhá městem Novosibirskem ve směru východ-západ, má pouhé 4 stanice a délku 3,8 km. Ve stanici Sibirskaja je možný přestup na první linku, Leninskou. V provozu jsou vozy typu 81-717/714, jaké známé i z mnoha dalších ruských měst.

## Historie
Podle prvních plánů měla tato linka vzniknout jako druhá hned po Leninské, ale však s mnohem delším časovým odstupem. Její výstavba byla zahájena v 80. letech, první úsek měl být zprovozněn v letech devadesátých. Hlavním účelem zde bylo na již provozovanou linku vytvořit připojení na hlavní nádraží. 
V prvních letech provozu první ze dvou současných linek metra se však ukázalo, že několikaleté čekání na vybudování dlouhé druhé linky by bylo chybou, a tak nakonec dostaly pouze první dvě stanice z Dzeržinské přednost. 31. prosince 1987 se otevřel velmi krátký úsek Ploščaď Garina Michajlovskogo – Sibirskaja. Nádraží tak napojeno konečně bylo a mohlo se pracovat na zbytku trasy vedené východním směrem. Práce však přerušil rozpad SSSR a následná hospodářská krize. Opět se začalo se stavebními pracemi až na konci 90. let. Roku 2000 přibyla stanice Maršala Pokryškina a o pět let později jednolodní Berjozovaja Rošča. Úsek mezi nejnovějšími dvěma stanicemi však byl pouze jednokolejný s kyvadlovým provozem, od roku 2006 již zdvojkolejněn.

## Budoucí rozvoj
V současné době se pracuje na dalších třech stanicích, které mají být otevírány v následujících letech; Gusinobrodskaja (2015) a Voločajevskaja (2015). V budoucnosti se dále uvažuje i o západním prodloužení.

## Stanice
- Ploščaď Garina Michajlovskogo
- Sibirskaja (přestupní)
- Maršala Pokryškina (původně Frunzenskaja)
- Berjozovaja Rošča
- Zolotaja Niva